# Dvärgsumphöna
Dvärgsumphöna (Zapornia pusilla) är en mycket liten och vida spridd fågel i familjen rallar. Den förekommer i grunda våtmarker i både Europa, Afrika, Asien och Australien, till och med till Nya Zeeland. Arten är en sällsynt gäst i norra Europa, med ett tiotal fynd i Sverige.

## Utseende och läte
Dvärgsumphönan är en mycket liten rall, den minsta i Europa, med en kropppslängd på 16–18 cm och vikten 50 gram. Den har grön näbb, olivgröna ben och är blågrå på kinder, strupe och bröst. På flankerna är den tydligt bandad i svart och vitt. Ovansidan är varmbrun med vita prickar.
Den är till utseendet lätt förväxlingsbar med mindre sumphöna, men är något mindre med tydligt kortare vingar och något kortare stjärt. I dräkten är den tydligare vattrad på flankerna och prickigare ovan, men saknar alltid rött på näbben.
Ungfågeln är smutsbrun under snarare än blågrå, med mer tvärvattrat bröst än hos juvenil mindre sumphöna.
Hanens läte påminner om årthanens och ätliga grodans.

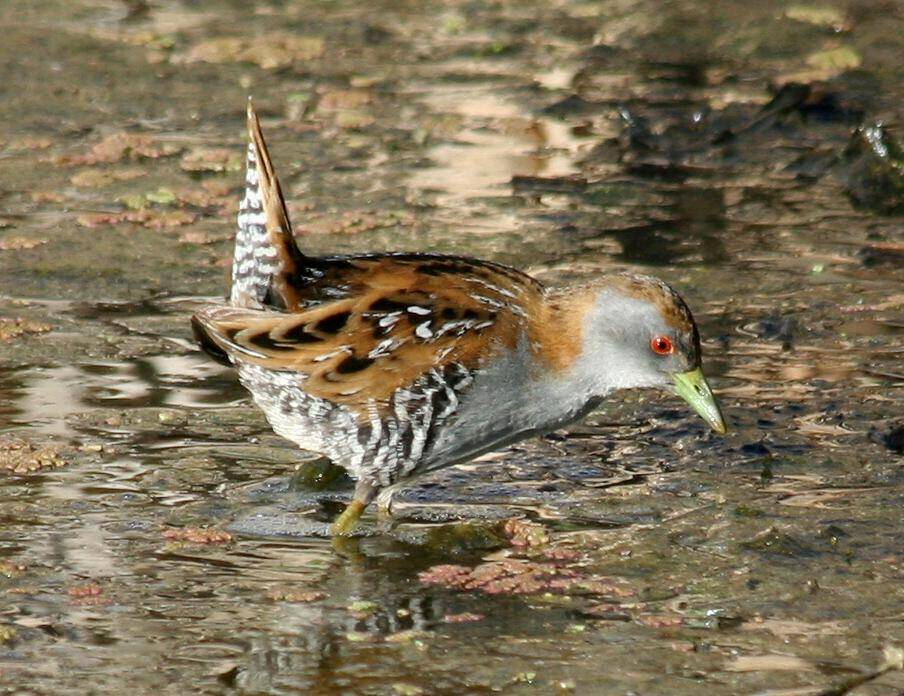

## Utbredning och systematik
Dvärgsumphönan har ett stort utbredningsområde som sträcker sig från Afrika, Europa och österut till Australasien. Den delas upp i sex underarter, varav två förmodligen är utdöda, som i sin tur placeras i tre grupper:
- västlig dvärgsumphöna[6] Zapornia pusilla intermedia – förekommer från Europa till Mindre Asien, i östra och södra Afrika och på Madagaskar
- Zapornia pusilla pusilla – häckar i centrala och östra Asien; övervintrar så långt som till Indien, Malaysia och Filippinerna
- palustris-gruppen
  - Zapornia pusilla mira – bara känd från ett exemplar funnet 1912 på Borneo
  - Zapornia pusilla mayri – känd från fyra exemplar funna på Nya Guinea
  - Zapornia pusilla palustris – förekommer på östra Nya Guinea och södra Australien; förekommer vintertid i norra Australien och gästar sällsynt Tasmanien
  - Zapornia pusilla affinis – förekommer på Nya Zeeland och Chathamöarna

Underarten mira inkluderas ibland i pusilla.
Bestånden i Europa och Asien är flyttfåglar, varav de flesta flyttar söderut från slutet av augusti till oktober och återvänder från mars till maj. Afrikanska och australiska populationer är stannfåglar eller rör sig endast lokalt efter säsongsmässig vattentillgång.

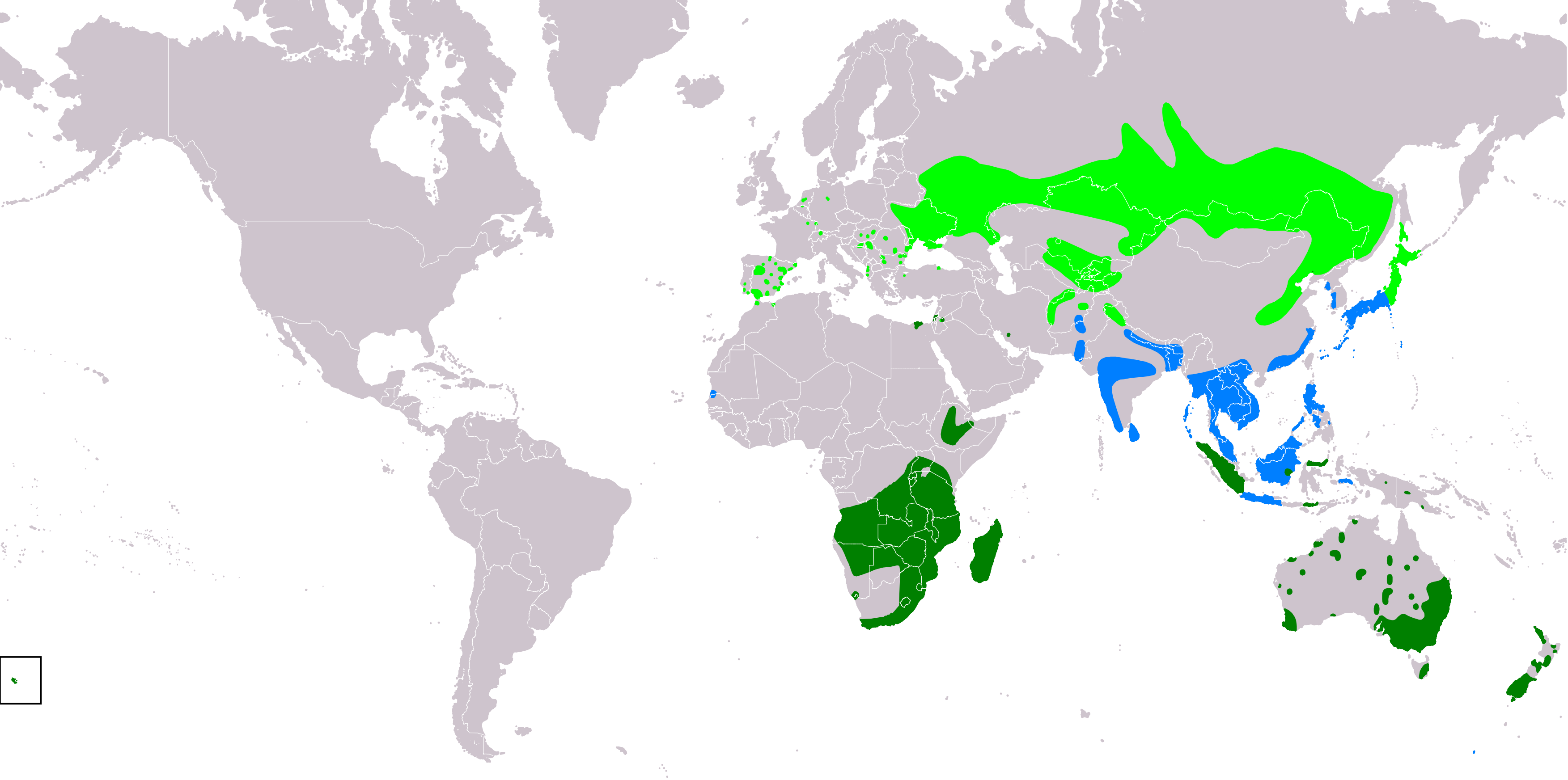
Dvärgsumphönans utbredningsområde, där ljusgrönt betecknar vistelse häckningstid, blått övervintringsområde och mörkgrönt förekomst året runt.

### Förekomst i Sverige
Ett drygt tiotal individer av dvärgsumphöna har observerats i Sverige. De två första observationerna, 1898 och 1955, skedde båda två i Skälderviken i Skåne. I varje fall första fyndet utgjordes av en häckande individ. De tre senaste observationerna har gjorts i Ågesta i Södermanland 2004, vid naturreservatet Oset i Örebro 2011. samt i Skottorps våtmark i Halland 2014.

### Släktestillhörighet
Tidigare placerades arten i släktet Porzana, men DNA-studier visar att dvärgsumphönan endast är avlägset släkt med typarten för Porzana småfläckig sumphöna och förs numera tillsammans med flera andra arter till ett annat släkte, Zapornia.

## Levnadssätt
Dvärgsumphönan hittas i olika sorters våtmarker, både inåt land och utmed kuster, med tät och flytande växtlighet. Under häckningstid föredrar den blöta och lågväxta miljöer som starrmader, ibland med inslag av vass. Arten uppträder vanligtvis enstaka, men kan också hittas i par eller familjegrupper, i övervintringsområden ibland till och med i smågrupper med upp till tio individer. Fågeln är aktiv dagtid, dock mest tidiga morgnar och sena kvällar. Födan består mestadels av insekter och dess larver, men även ringmaskar, mollusker, små kräftdjur, småfisk (upp till 2 cm), groddjur och vegetabiliskt material.

### Häckning
Dvärgsumphönan bygger ett grunt skålformat bo som placeras nära vattenytan på en grästuva eller i mjukt gräs. Ibland kan det placeras i vatten fastsatt i näraliggande växtlighet eller i en låg buske.

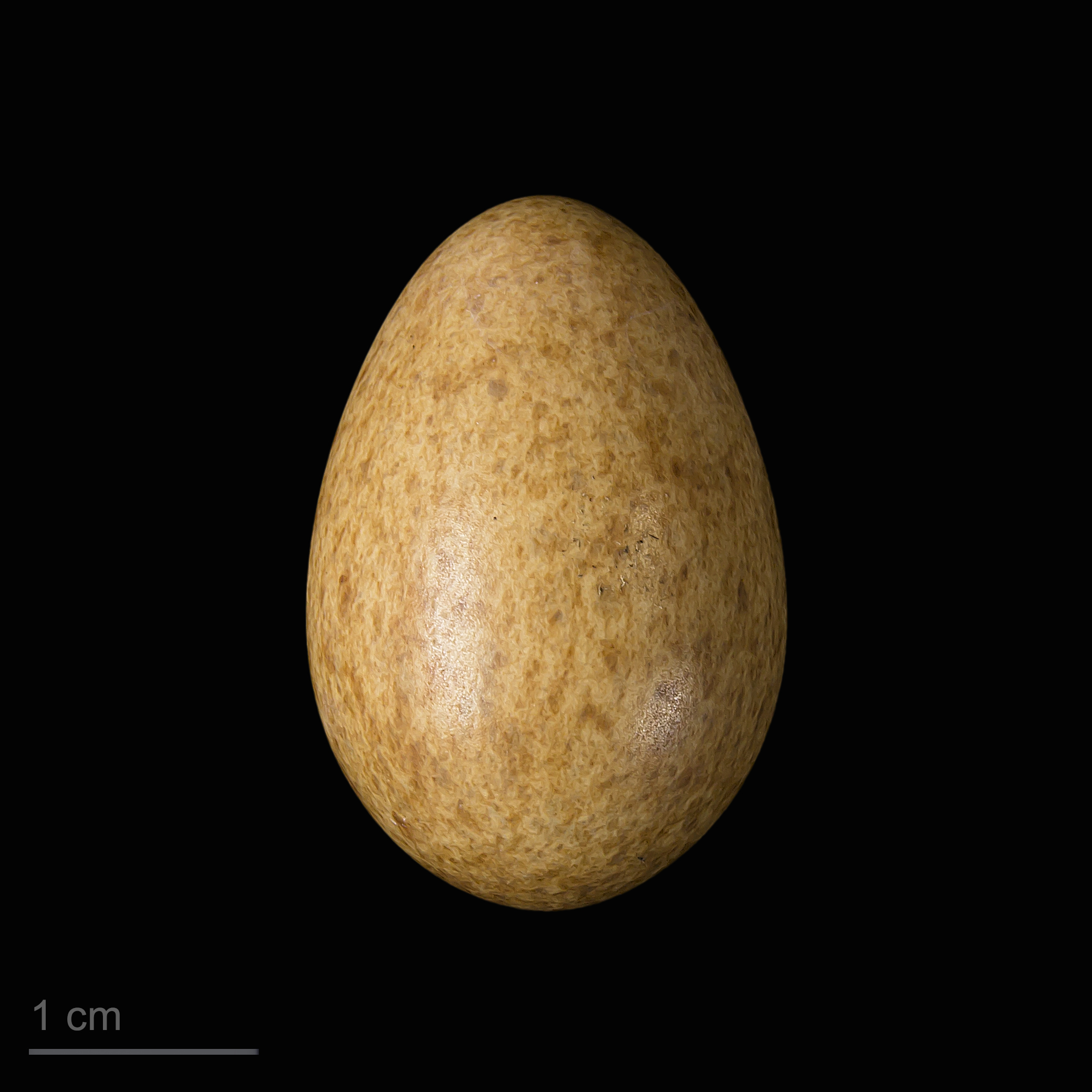
Ägg av dvärgsumphöna.

## Status
Arten har ett stort utbredningsområde och internationella naturvårdsunionen IUCN kategoriserar arten som livskraftig. Beståndsutvecklingen är dock oklar. Beståndet i Europa uppskattas till mellan 980 och 1 400 spelande hanar, vilket motsvarar 3 000–4 200 individer. Den är där sällsynt och lokal i södra Europa, men talrikare i östra delarna. Populationen hos underarten obscura tros bestå av 10 000–25 000 individer och hos affinis 1 000-10 000 individer, medan bestånden hos övriga underarter inte har uppskattats. Sammanvägt uppskattar IUCN världspopulationen till mellan en halv och en miljon vuxna individer.